# Банчени
Банче́ни — село в Україні, в Острицькій сільській громаді Чернівецького району Чернівецької області.

## Географія
Банчени розташовані біля сіл Горбова та Молниця, за 20 км. автодорогами від Чернівців та за 8.5 км. автодорогами від міста Герца.

## Історія
З 24 серпня 1991 року село входить до складу незалежної України.
14 серпня 2017 року шляхом об'єднання Годинівської, Горбівської, Острицької та Цуренської сільських рад село увійшло до складу Острицької сільської громади.

## Населення
Населення становить 847 осіб.

### Мова
Розподіл населення за рідною мовою за даними перепису 2001 року:
| Мова       | Кількість | Відсоток |
| ---------- | --------- | -------- |
| румунська  | 791       | 93.39%   |
| українська | 47        | 5.55%    |
| російська  | 7         | 0.82%    |
| польська   | 1         | 0.12%    |
| болгарська | 1         | 0.12%    |
| Усього     | 847       | 100%     |

## Релігія
Поблизу села Банчени знаходиться Банченський чоловічий монастир (УПЦ МП). Будівництво розпочалося 1994 року, було зведено 8 храмів, побудований готель для паломників. При монастирі у селі Молниця функціонує сирітський притулок.